# NGC 1586
NGC 1586 je galaksija u zviježđu Eridanu.

## Vanjske poveznice
- SEDS: NGC 1586